# 3777-es busz
A 3777-es jelzésű autóbuszvonal Miskolc, Sajókeresztúr és Boldva között húzódó regionális vonal, amelyet a MÁV Személyszállítási Zrt. üzemeltet.

## Útvonala
A miskolci autóbusz-állomásról, a Búza térről indul. Útját a 26-os főúton kezdi el, annak négysávos szakaszán, északi irányban, a Szentpéteri kapun keresztül. Többek között erre található a miskolci húszemeletes, a megye központi kórháza, valamint az útból ágazik ki az egykori miskolci repülőtér felé vezető szakasz is, egy bevásárlóközponti csomópontban. A megyeszékhelyet a Miskolc–Bánréve–Ózd-vasútvonal és a Miskolc–Tornanádaska-vasútvonal közös vonalszakaszával párhuzamosan hagyja el.
A vonal 5. kilométerénél, a szirmabesenyői elágazásban lekanyarodik a falu felé. A 2619-es mellékúton közelíti meg azt, keresztül Szirmabesenyő vasúti megállón és a központján. Itt a Sajóvámos irányába vezető utat elhagyja, helyette a Kisboldogasszony-temploma alatt tesz megállást, utána azonos vonalvezetésű buszokkal együtt, a Sajó folyó partján hajt be Sajókeresztúrra. Területén egy hurkot tesz, ily módon tárja fel teljes egészét, tovább a 26-os főútba visszacsatlakozó közúton közlekedik. Következőként egy olyan települést szel át, mely Sajókeresztúrtól mindössze 2 kilométerre van légvonalban, de mégis 7 perc szükséges az eléréséhez – a főúton a sajóbábonyi elágazásig halad, a legnagyobb csomópontból pedig Sajóecseget célozza meg. Állomásán keresztül hajt be belterületére, a Petőfi úton robog, a falunak egy mindenkori jelzőlámpás Sajó-híd vet véget, tőle alig pár méterre a 94-es vasútvonal fut.
Legvégül sík területen éri el Boldvát, felkeresi a faluházát és templomját, itt végállomásozik. Vasútállomását és ezzel egyidejűleg az Ördög-patak apadási pontját már nem érinti.

## Közlekedése
Indításai tanítási napokon történnek, egy 3702-es Miskolc és Sajókeresztúr között közlekedő járat meghosszabbításával. Tanszünetben, valamint hétvégén Szirmabesenyőnek Sajóbesenyő részének érintésével és csak Sajókeresztúrig közlekedik.

### Boldva kapcsolata
- Miskolc–26-os főút–Sajóecseg–Boldva útvonalon autóbusszal 3 másik vonallal (3703, 3772, 3776),
- Miskolc–Szirmabesenyő–Sajóvámos–Boldva útvonalon 1 vonallal (3705),
- Miskolc–Sajóecseg–Boldva útvonalon vasúttal (Miskolc–Tornanádaska-vasútvonal) biztosított.

### Törzsjárművei
Miskolc és Sajókeresztúr között a szóló járművek vannak nagyobb súlyban, így az egy szál 3777-es járatot is legtöbbször szóló, Credo Econell 12 busz képviseli.
- az SSM-646 rendszámú Credo Econell 12 autóbusz.

| Viszonylat                       | Indításszám | Közlekedési rend |
| -------------------------------- | ----------- | ---------------- |
| Miskolc, aut. áll. ➝ Boldva, kh. | 1 oda       | tanítási napokon |

## Megállóhelyei
| 0  | Miskolc, autóbusz-állomás végállomás | 0.0 km  | 1, 1G, 3, 3A, 4, 7, 11, 12G, 20, 20A, 24, 28, 32, 34G, 35, 43, 44, 45, 101B, 900, 914, 935 1050, 1053, 1369, 1370, 1372, 1373, 1374, 1375, 1376, 1377, 1380, 1381, 1383, 1384, 1410, 1411 3700, 3701, 3702, 3703, 3704, 3705, 3706, 3707, 3708, 3709, 3710, 3711, 3712, 3714, 3715, 3716, 3717, 3718, 3719, 3720, 3721, 3722, 3723, 3724, 3726, 3727, 3728, 3729, 3730, 3731, 3733, 3734, 3735, 3736, 3737, 3738, 3739, 3740, 3741, 3742, 3743, 3744, 3745, 3746, 3747, 3748, 3749, 3750, 3751, 3752, 3753, 3754, 3755, 3757, 3760, 3761, 3764, 3765, 3766, 3767, 3770, 3772, 3773, 3774, 3775, 3776, 4019 |
| 1  | Miskolc, Leventevezér utca           | 1.2 km  | 3, 12, 12G, 14, 14G, 20, 36, 54, 914 3700, 3701, 3702, 3703, 3704, 3705, 3707, 3714, 3754, 3757, 3760, 3761, 3763, 3764, 3765, 3770, 3772, 3773, 3774, 3775, 3776 |
| 2  | Miskolc, megyei kórház               | 1.9 km  | 3, 3A, 12, 12G, 14, 14G, 20, 24, 36, 54, 914 1369, 1384, 1410, 1411 3700, 3701, 3702, 3703, 3704, 3705, 3707, 3708, 3709, 3711, 3714, 3754, 3757, 3760, 3761, 3763, 3764, 3765, 3766, 3767, 3769, 3770, 3772, 3773, 3774, 3775, 3776 |
| 3  | Miskolc, repülőtér bejárati út       | 2.8 km  | 3, 3A, 8, 12, 12G, 14, 14G, 20, 24, 36, 54, 240, 914 1369, 1384, 1410, 1411 3700, 3701, 3702, 3703, 3704, 3705, 3707, 3708, 3709, 3711, 3714, 3754, 3757, 3760, 3761, 3763, 3764, 3765, 3766, 3767, 3769, 3770, 3772, 3773, 3774, 3775, 3776 |
| 4  | Miskolc, Stromfeld laktanya          | 3.9 km  | 1369, 1384, 1410, 1411 3700, 3701, 3702, 3703, 3704, 3705, 3707, 3708, 3709, 3711, 3714, 3754, 3757, 3760, 3761, 3763, 3764, 3765, 3766, 3767, 3769, 3770, 3772, 3773, 3774, 3775, 3776 |
| 5  | Szirmabesenyői elágazás              | 5.0 km  | 3700, 3701, 3702, 3703, 3704, 3705, 3707, 3708, 3709, 3711, 3714, 3754, 3757, 3760, 3761, 3763, 3764, 3765, 3770, 3772, 3773, 3774, 3775, 3776, 3797 |
| 6  | Szirmabesenyő vasúti megállóhely     | 5.7 km  | 3700, 3701, 3702, 3705, 3714, 3757, 3797 személyvonat – Szirmabesenyő (94) |
| 7  | Szirmabesenyő, egészségügyi központ  | 6.1 km  | 3700, 3701, 3702, 3705, 3714, 3757, 3797 |
| 8  | Szirmabesenyő, ABC áruház            | 6.8 km  | 3700, 3701, 3702, 3705, 3714, 3757, 3797 |
| 9  | Szirmabesenyő, templom               | 7.2 km  | 3700, 3701, 3702, 3705, 3714, 3757, 3797 |
| 10 | Szirmabesenyő, Alkotmány utca        | 7.8 km  | 3702, 3757 |
| 11 | Sajókeresztúr, Vörösmarty utca       | 8.8 km  | 3702, 3757 |
| 12 | Sajókeresztúr, posta                 | 9.6 km  | 3702, 3757, 3776 |
| 13 | Sajókeresztúr, művelődési ház        | 10.1 km | 3702 |
| 14 | Sajókeresztúr, Széchenyi utca        | 10.5 km | 3702 |
| 15 | Sajókeresztúr, lakótelep             | 10.8 km | 3757, 3776, 3797 |
| 16 | Sajókeresztúri elágazás              | 11.5 km | 3703, 3707, 3754, 3757, 3760, 3761, 3763, 3764, 3765, 3770, 3772, 3773, 3775, 3776, 3797 |
| 17 | Sajóbábonyi elágazás                 | 13.2 km | 3703, 3704, 3707, 3708, 3709, 3711, 3754, 3757, 3760, 3761, 3763, 3764, 3765, 3770, 3772, 3773, 3774, 3775, 3776, 3793, 3795, 3797 |
| 18 | Sajóecseg vasútállomás, bejárati út  | 14.0 km | 3703, 3772, 3776, 3795, 3797 személyvonat, expresszvonat – Sajóecseg (92, 94) |
| 19 | Sajóecseg, községháza                | 14.8 km | 3703, 3772, 3776, 3795, 3797 |
| 20 | Sajóecseg, vízmű                     | 15.5 km | 3703, 3772, 3776, 3795 |
| 21 | Boldva, vízmű                        | 17.3 km | 3703, 3772, 3776, 3795 |
| 22 | Boldva, templom                      | 18.0 km | 3703, 3705, 3772, 3776, 3795, 3798 |
| 23 | Boldva, községháza végállomás        | 18.6 km | 3703, 3772, 3776, 3795, 3798 |